# Джигме Намгьял
Джигме Намгьял (дзонг-кэ འཇིགས་མེད་རྣམ་རྒྱལ་, вайли Jigs-med rNam-rgyal, лат. Jigme Namgyal (Jigme Namgyel)) (1825—1881) — отец первого короля королевства Бутан.

## Биография
Родился в деревне Дунгкар (Курто (гевог)). С 1853 по 1870 занимал пост 10-го Тронгса-пенлопа (пенлоп (правитель) Провинции Тронгса под покровительством из дзонга Тронгса) и служил 51-м Друк Деси (светский правитель Бутана Дэб Рэджа англ. Deb Raja, 1870—1873). Он был потомком Пемы Лингпы и патриарха клана Nyö. Используя своё влияние как Друк Деси, он помог своему сыну Угьену Вангчуку в объединении власти в Бутане и сохранял значительное влияние после того, как официальный срок его пребывания на посту закончился, получив прозвище Деб Нэгпо (Deb Nagpo (англ. the Black Deb) («Черный Деб»).:132 Джигме Намгьял эффективно правил Бутаном до своей смерти в 1881: периоды правления сменялись периодами пенсии, во время которой он сохранил контроль над страной.
В течение своей жизни Джигме Намгьял направлял силы для доминирования над восточными областями Бутана. Поколением позже восточные силы под руководством его сына Угьена Вангчука завоевали западные провинции Бутана, лояльные антибритански настроенному Паро-пенлопу.